# Herdade de Vila Formosa
A  Herdade de Vila Formosa é uma área na freguesia de Longueira / Almograve, no Município de Odemira, na região do Alentejo, em Portugal. Nesta área foram feitas importantes descobertas arqueológicas, e esteve igualmente no centro de uma polémica sobre a construção de um grande empreendimento turístico, devido à sua localização no Parque Natural do Sudoeste Alentejano e Costa Vicentina.

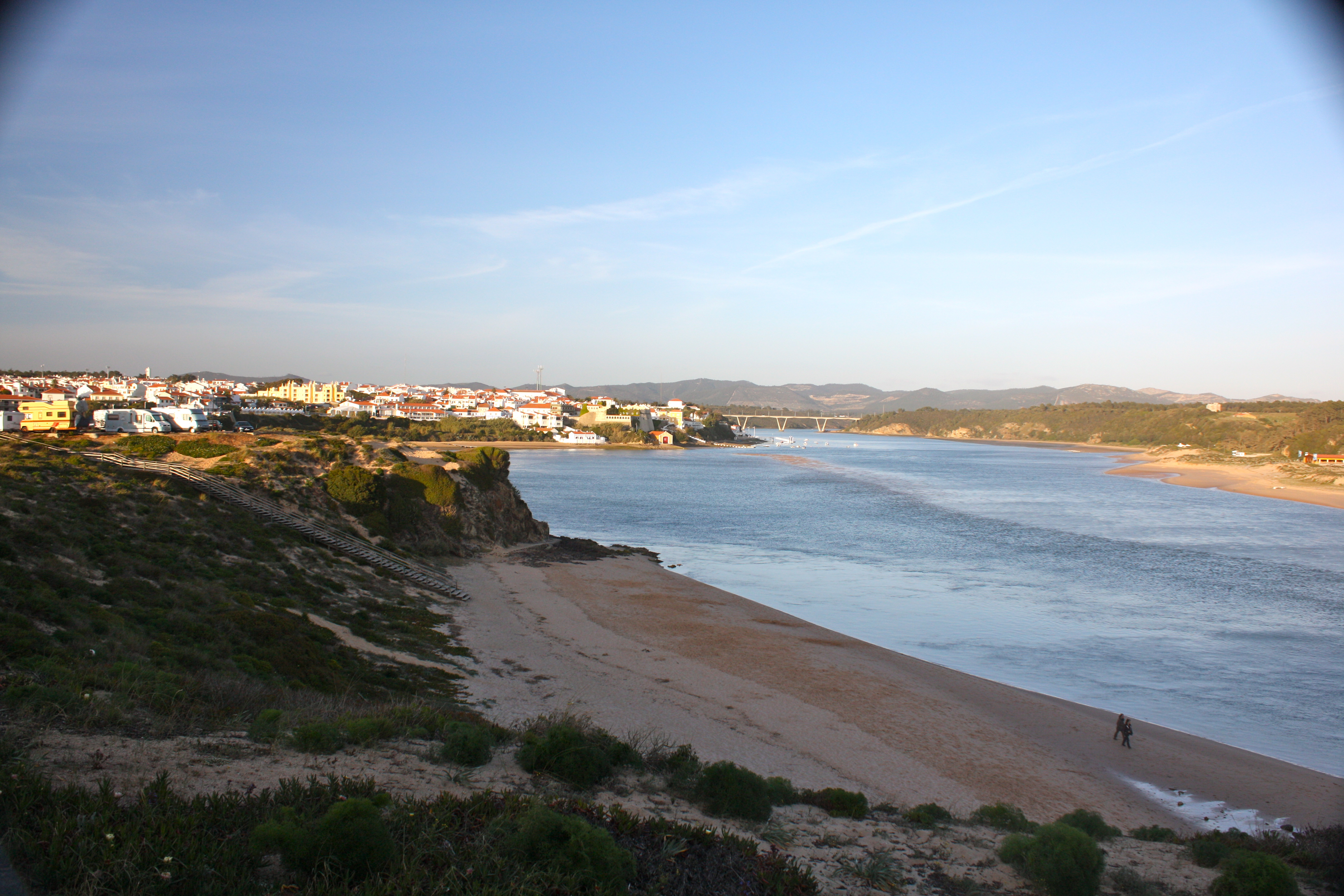
Estuário do Rio Mira, em 2009. Do lado esquerdo situa-se Vila Nova de Milfontes, enquanto que na outra margem encontra-se a Herdade de Vila Formosa.

## Descrição
A Herdade de Vila Formosa é uma área de grandes dimensões, com cerca de 646 Ha, situada numa região de planície litoral perto da foz do Rio Mira, junto à localidade de Vila Nova de Milfontes. É uma zona utilizada tradicionalmente com fins agrícolas, com solos formados por argila e areia, possuindo também uma duna marítima. A propriedade é atravessada pela Estrada Nacional 393, que liga a Vila Nova de Milfontes através de uma ponte. Está totalmente inserida no Parque Natural do Sudoeste Alentejano e Costa Vicentina, e na área da Costa Sudoeste, que é considerada como Zona de Protecção Especial para as Aves e Sítio de Importância Comunitária, no âmbito da Rede Natura 2000.
Em termos arqueológicos, foram principalmente investigados três locais na zona da Herdade de Vila Formosa. O primeiro situa-se nas imediações do Monte Velho de Vila Formosa, a cerca de 100 m a Sudoeste do palacete de Vila Formosa, e a 700 m do novo Monte de Vila Formosa, tendo sido ali descobertas escórias e pingos de fundição, e fragmentos de cerâmica comum e de construção, sem ter sido identificada uma cronologia precisa. O local foi danificado por diversas obras, incluindo a construção de um restaurante nos princípios da década de 1980, e trabalhos de terras posteriores.
O segundo corresponde a uma necrópole da Idade do Bronze, e localiza-se num esporão na baía do Corgo da Cadaveira, na margem do Rio Mira, a cerca de 300 m do PK 1,5 da Estrada Nacional 393, no sentido poente e a um quilómetro de distância do novo Monte de Vila Formosa. O monumento implanta-se precisamente no ponto mais estreito do esporão, num local muito destacado na paisagem. Enquadra-se na topologia de tholos, ou seja, estruturas funerárias datadas do terceiro milénio a.C., compostas normalmente por uma câmara funerária circular e um corredor de acesso, sendo ambos cobertos por uma mamoa, um monte artificial em pedra e terra batida. Esta era composta principalmente por argila em tons alaranjados, sobressaindo do terreno arenoso envolvente. Nas escavações foi identificado o lanço final do corredor, que já se encontrava quase totalmente destruído, devido em parte a vandalismo durante o século XX. Com efeito, a estrutura foi por diversas vezes danificada por escavações ilegais de caçadores de tesouros, além da passagem nas proximidades de veículos pesados. Ainda assim, conseguiu-se constatar que o corredor era muito curto e orientado para Leste, e que estava anexado a um átrio, em plano rebaixado na rocha, com lajes no solo. No local foram encontradas algumas peças de interesse, como taças fechadas, vasos esféricos, globulares, e lâminas, denticulados, e um furador em pedra lascada, que permitem identificar uma cronologia de ocupação nos princípios ou já em pleno no calcolítico, correspondente à primeira metade do terceiro milénio a.C.. o a presença de fragmentos de peças de cerâmica com elementos decorativos incisos e de tipologia campaniforme indica uma reocupação posterior das estruturas funerárias, provavelmente no período de transição do Calcolítico para a Idade do Bronze. Destacam-se os dois fragmentos de peça de cerâmica com motivos decorativos campaniformes, que poderiam fazer parte de uma taça do tipo de Palmela. Nas escavações de 2013 foram recolhidas catorze lâminas de sílex e outras peças líticas e cerâmicas, sendo de especial interesse dois vasos ainda inteiros, embora em mau estado, e vários fragmentos de outros vasos.
O terceiro foi provavelmente um povoado durante a época do neo-Calcolítico, e encontra-se a 600 m do PK 2 da Estrada Nacional 393, no sentido Norte-Nordeste, tendo grande parte dos vestígios sido destruídos. Este assentamento seria de grandes dimensões, e estava situado num local que permitia um bom controlo visual sobre a região em redor, principalmente o Rio Mira. Está separado em dois núcleos, encontrando-se o primeiro numa pequena colina a Norte da estrada para o Monte de Montalvo, onde foram recolhidos pequenos fragmentos de cerâmica pré-histórica, lascas de quartzito, quartzo hialino, um fragmento de um pico mirense, uma raspadeira, restos de talhe de quartzito e quartzo, e parte de um dormente de uma mó. Também foram descobertas várias lajes de xisto azul, que poderiam ter sido partes de muros. O segundo núcleo encontra-se a Sul da estrada para o monte, e é composto pelo mesmo tipo de vestígios arqueológicos, embora de pior qualidade. Nas imediações do Monte do Montalvo também foram encontrados alguns fragmentos de cerâmica muito rolados, que poderiam ter pertencido à Idade Média.
Além destes três locais, também foram investigados outros pontos nas proximidades que poderiam ter potencialidades do ponto de vista arqueológico, destacando-se os achados junto ao esteiro do Corgo d'el Rei, onde foram descobertas as ruínas de estruturas de cronologia romana. Este local situa-se na base da encosta, junto a um restaurante, tendo sido muito atingido por obras naquele estabelecimento e no caminho de acesso. Durante as escavações foram descobertos fragmentos de vários materiais de construção, como tégulas, tijolos, estuques e argamassas, além de alguns fragmentos de cerâmica comum romana, peças metálicas, vestígios de faunas mamalógicas e malacológicas, sendo de especial interesse um peso de rede fabricado através de entalhes num seixo, que pode ser um testemunho da forma como aquele núcleo estava ligado à pesca. Um outro sítio de grande interesse arqueológico a Sul da foz do Rio Mira é o Brejo da Moita, onde foi descoberto um rico espólio e vestígios de edifícios, cronologicamente integrados entre o Mesolítico e o Neolítico antigo.

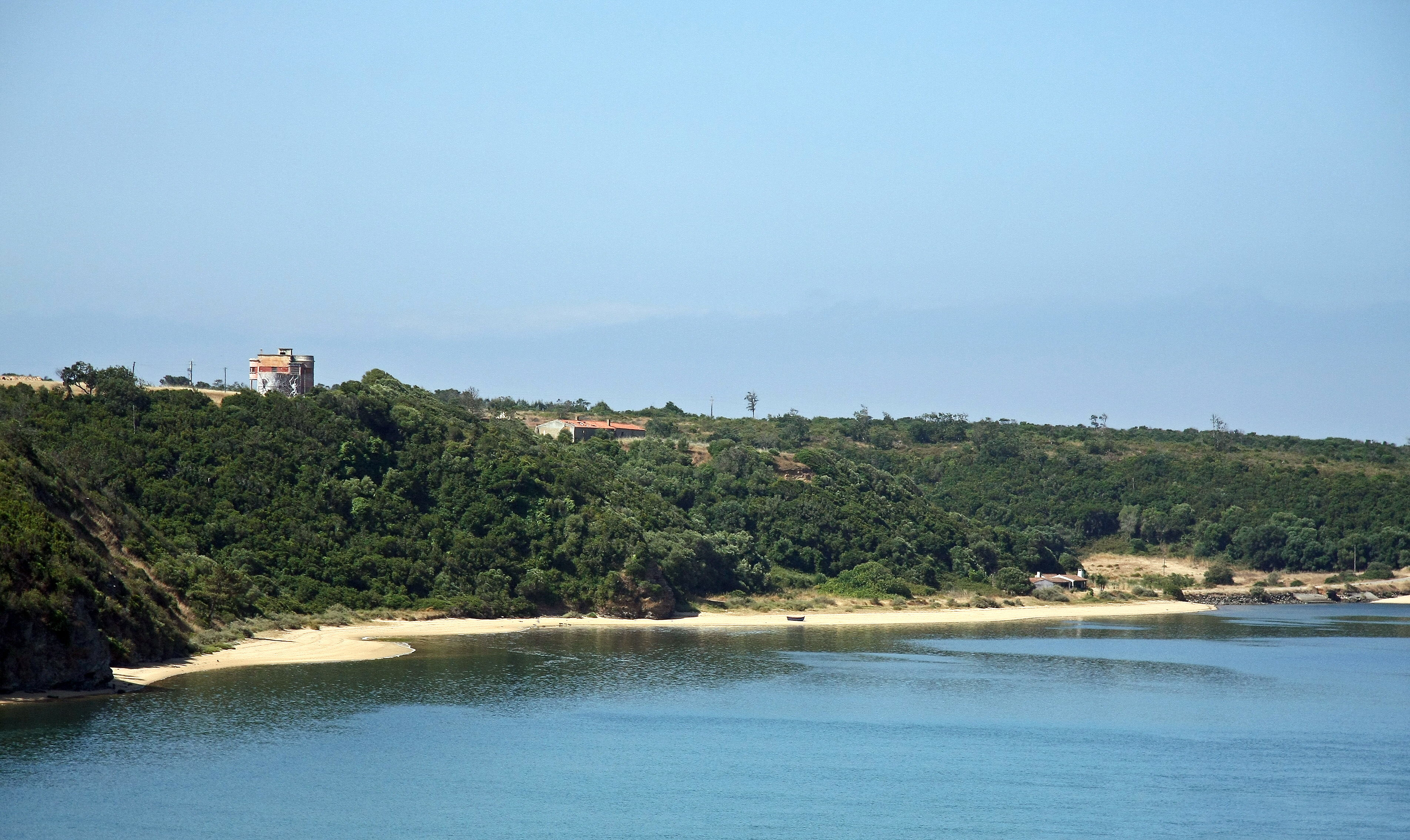
Margem esquerda do Rio Mira, vista a partir da ponte, em 2016. No centro estão edifícios agrícolas abandonados, enquanto que à esquerda encontra-se o palacete, em ruínas.

## História
De acordo com os achados arqueológicos, a área de Vila Formosa foi ocupada desde a pré-história, sendo os vestígios mais antigos, correspondentes ao monumento funerário, integrados no período calcolítico, na primeira metade do terceiro milénio a.C.. No local foram encontrados igualmente indícios de uma possível continuidade de ocupação até à Idade do Bronze. Por seu turno, o povoado poderá ter sido habitado na época do neo-Calcolítico. A ocupação de Vila Formosa prosseguiu ao longo da época romana, como pode ser constatado pelo material cerâmico recolhido nas escavações de Corgo d'el Rei enquadra-se em duas cronologias distintas durante aquele período, inicialmente entre os finais do século I a.C. e os finais do século I d.C., e depois entre os séculos II e IV d.C..
O Monte Velho de Vila Formosa existe pelo menos desde o século XVII, surgindo em documentos cartográficos daquela centúria, e nas Memórias Paroquiais de 1758. A Herdade de Vila Formosa estava listada no documento Relaçaõ dos bens e rendas pertencentes ao Condado de Odemira, sendo foreira em quinze alqueires de trigo, produzindo igualmente milho e centeio.
Os primeiros estudos arqueológicos no local poderão ter sido feitos por Abel da Silva Ribeiro, que escavou uma necrópole junto a Vila Nova de Milfontes, e que poderá corresponder ao segundo sítio arqueológico. Entre 1995 e 2000 a zona da Herdade de Vila Formosa foi alvo de trabalhos arqueológicos, como parte de um programa de investigação sobre a ocupação pré-histórica no concelho de Odemira, tendo os estudos de 1998 a 2000 sido feitos no contexto do programa Proto-História do Médio e Baixo Vale  Mira - A arqueologia do rio, organizado pela Associação Degebe com apoio do Instituto Português de Arqueologia e da Câmara Municipal de Odemira. Em 1996 foi investigado o primeiro sítio arqueológico, como parte do programa de Levantamento Arqueológico do Concelho de Odemira, e em 1999 foram feitos novos estudos, igualmente como parte do levantamento arqueológico do concelho, desta vez abrangendo os três sítios. Com efeito, foi em Abril desse ano que foi identificado o terceiro sítio. Segundo uma notícia publicada no jornal Público em 10 de Dezembro de 2008, o administrador do grupo Bernardino Gomes, Celestino Morgado, tinha anunciado à revista Vida Imobiliária que aquela empresa estava interessada em construir um empreendimento turístico de luxo na margem Sul do Rio Mira, que ficaria conhecido como Real Vila Formosa. Celestino Morgado revelou igualmente que a construção do resort custaria cerca de duzentos milhões de Euros, e que as poderiam arrancar em 2011. Iria ocupar uma área de 708 Ha, e contaria como «várias unidades de alojamento, entre as quais um hotel de cinco estrelas com cerca de 200 quartos, um hotelrural com 50 quartos, moradias e apartamentos turísticos,» além de «vários equipamentos de lazer, incluindo um campo de golfe de 18 buracos com mais nove rápidos». Como parte do Estudo de Impacte Ambiental para o empreendimento de Vila Formosa, em 2008 e 2009 os três sítios voltaram a ser estudados, tendo sido descobertos alguns vestígios arqueológicos. Os segundo e terceiro sítios foram novamente investigados em 2013, tendo sido identificado um monumento funerário megalítico e um possível povoado.
Em 30 de Novembro de 2012, o governo aprovou a instalação do Projecto de Desenvolvimento Turístico e Ambiental de Vila Formosa, que previa a construção de um empreendimento com cerca de 55 ha de área urbanizada, que teria um hotel, dois aldeamentos turísticos e um edifício para desporto e eventos temáticos. Iria ocupar não só a Herdade de Vila Formosa, mas também uma outra propriedade de menores dimensões, conhecida como Herdade de Montalvo. Esta decisão foi duramente criticada pela organização ambiental Quercus, que a considerou como parte de «um estratagema do anterior Governo para beneficiar claramente os promotores que tentam, há muitos anos, urbanizar o que ainda resta da Costa Alentejana e Vicentina». A organização apontou que na autorização do governo não se fazem quaisquer referências à proibição legal de se construírem novos edifícios no interior da área costeira, até dois quilómetros da orla marítima, e violaria a legislação de Avaliação de Impacte Ambiental, e o Plano de Ordenamento do Parque Natural, o Plano Regional de Ordenamento do Território do Alentejo e o Plano Director Municipal de Odemira. Além disso, também teria efeitos muito negativos sobre a fauna e flora, incluindo as espécies protegidas do Rato-de-cabrera e Ononis hackelii, e iria utilizar terrenos de potencialidade agrícola, dentro da Área de Intervenção Específica do Perímetro de Rega do Mira. Assim, a Quercus anunciou que iria fazer uma queixa à Comissão Europeia por violação das Directivas de Habitats e Aves, e ponderou a abertura de um processo judicial. O Estudo de Impacte Ambiental também foi criticado pela Sociedade Portuguesa para o Estudo das Aves, argumentando que este tinha várias «deficiências» em violação da legislação nacional e comunitária, principalmente as directivas Aves e Habitats, e tinha exigido que a Comissão de Coordenação e Desenvolvimento Regional do Alentejo declarasse «a desconformidade ambiental» do empreendimento. Em 2015, aquele órgão emitiu uma Declaração de Impacte Ambiental Favorável Condicionada ao resort de Vila Formosa, documento que foi rejeitado pela organização Quercus, que considerou que a obra «não está em conformidade e não é compatível com os instrumentos de gestão territorial aplicáveis», como o Plano Regional de Ordenamento do Território do Alentejo, o Plano de Ordenamento do Parque Natural do Sudoeste Alentejano e Costa Vicentina e o Plano Director Municipal de Odemira, tendo argumentado igualmente que o impacto que este empreendimento teria na paisagem circundante e no estuário do rio Mira foram «subavaliados», e que não foram analisadas as alternativas possíveis, como ditava a legislação.
Em Fevereiro de 2018, estava em fase de licenciamento na Câmara Municipal de Odemira o plano para a instalação de um complexo turístico de cinco estrelas com 1600 camas em Vila Formosa.